# 野呂田秀夫
野呂田 秀夫（のろた ひでお）は、元東京警察病院の理学療法士。リングスのリングドクターとして、選手の相談、治療、リハビリ等にあたった。現在は、特定非営利活動法人格闘メディカル協会代表、メディカル・クロッシング・トータル・オフィス代表。

## 略歴
- 1969年、東京警察病院に配属。
- 1987年、第1次UWF解散後に新日本プロレスに出場していた前田日明と出会い、1988年に旗揚げした第2次UWFでリングドクター、リングスでメディカルアドバイザーとしてサポートした。
- 2004年10月31日、東京警察病院を退職、格闘メディカル協会を設立[1]。

## 交友関係
- 2004年10月に退職を記念して開かれたパーティーには前田日明、藤原敏男、シーザー武志、田村潔司、高阪剛、緒形健一、小林聡、平直行らが出席。桜庭和志、山本宜久、金原弘光、滑川康仁、伊藤博之、山崎一夫、加藤清尚などの格闘家に加えて、小林まこと、つのだ☆ひろ等が出席した。

## 書籍
- 『格闘家のためのメディカルケア』 監修 （ベースボール・マガジン社 2005年）ISBN 4583613105